# 三遊亭貴楽
三遊亭 貴楽（さんゆうてい きらく、1956年3月26日 - ）は、五代目円楽一門会所属の落語家、元駒澤短期大学講師。秋田県出身、神奈川県在住。出囃子は『東京音頭』。本名∶佐藤 雅仁。

## 来歴
本郷高校、駒澤大学経済学部商学科卒業。大学では落研「落語くらぶ」に所属していた。
大学在学中の1979年3月、五代目三遊亭圓楽に入門。1982年3月、二ツ目昇進。1987年3月、真打に昇進。
2020年、両国寄席の公式サイトから名前が削除されるが、東京かわら版が2021年に発行した「東西寄席演芸家年鑑2」には円楽一門会の項目に名前と顔写真・プロフィールが引き続き掲載されている。

## 人物
趣味はA級ライセンスを持つほどの車好き。スポーツはウインドサーフィン、スキンダイビング。
特技はパソコン、柔道初段、極真空手二段。
駒澤大学ラグビー部のコーチ、監督、総監督を歴任。現在アドバイザー。
篤志面接委員も務める。

## 芸歴
- 1979年3月 - 五代目三遊亭圓楽に入門。
- 1982年3月 - 二ツ目昇進。
- 1987年3月 - 真打昇進。

## テレビ・ラジオ出演

### 出演番組
- 日本テレビ「笑点」若手大喜利「びっくり日本新記録」
- フジテレビ「らくごin六本木」
- ラジオ日本「NO.1」

### CM
- 熱海市観光協会
- 静岡　田丸屋のワサビ
- 日本香堂　毎日香